# Karolína Muchová
Karolína Muchová (n. 21 august 1996, Olomouc, Cehia) este o jucătoare profesionistă de tenis din Republica Cehă. Cea mai bună clasare a carierei este locul 8 mondial, poziție atinsă la 11 septembrie 2023. Muchová a ajuns la două finale pe Circuitul WTA, câștigând un titlu, Korea Open de nivel internațional în 2019.
Muchová a devenit oficial profesionistă în 2013. Ea a ajuns pentru prima dată la US Open în 2018, învingând-o pe numărul 12 mondial și de două ori campioană de Grand Slam, Garbiñe Muguruza, în runda a doua. În anul următor, Muchová avea să ajungă în primul ei sfert de finală de Grand Slam la Wimbledon, eliminând-o pe numărul 3 mondial și favorita turneului, Karolína Plíšková. La Australian Open 2021, ea a ajuns în semifinale învingând-o pe numărul 1 mondial, Ashleigh Barty, dar apoi a pierdut în fața lui Jennifer Brady.

## Viață personală
Tatăl ei este fostul fotbalist ceh Josef Mucha.

## Legături externe
Materiale media legate de Karolína Muchová la Wikimedia Commons
- Karolína Muchová la Women's Tennis Association
- Karolína Muchová la International Tennis Federation
- Karolína Muchová pe site-ul Fed Cup